# Peñamellera Alta
Peñamellera Alta est une commune (concejo aux Asturies) située dans la communauté autonome des Asturies en Espagne. Elle est limitrophe de Llanes au nord, de Cabrales à l'ouest, de Peñamellera Baja à l'est et de Cantabria au sud. 
D'une superficie totale de 92,19 km², les localités les plus peuplées sont Alles (166 hab.), la capitale de la commune, Llonín (83 hab.) et Mier (64 hab.).

## Paroisses
La commune de Peñamellera Alta est composée de 8 paroisses civiles : 
- Alles
- Cáraves
- Llonín
- Mier
- Oceño
- Rozagás
- Ruenes
- Trescares

## Galerie

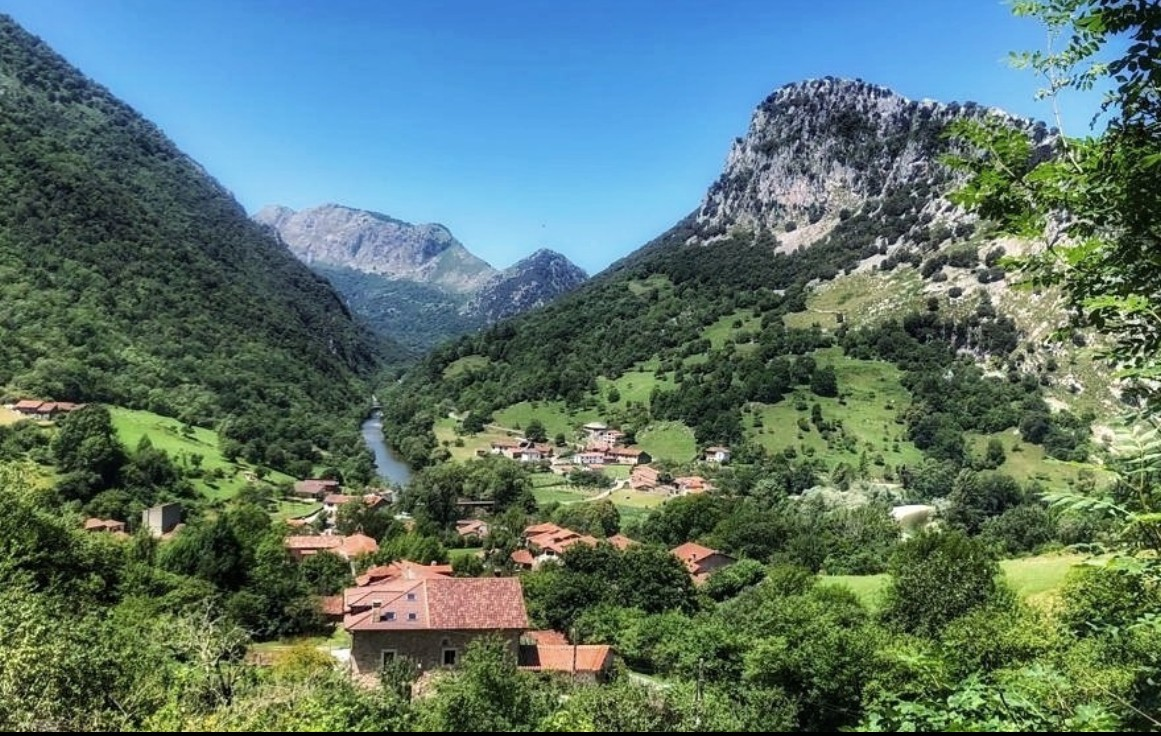
La paroisse civile de Mier.
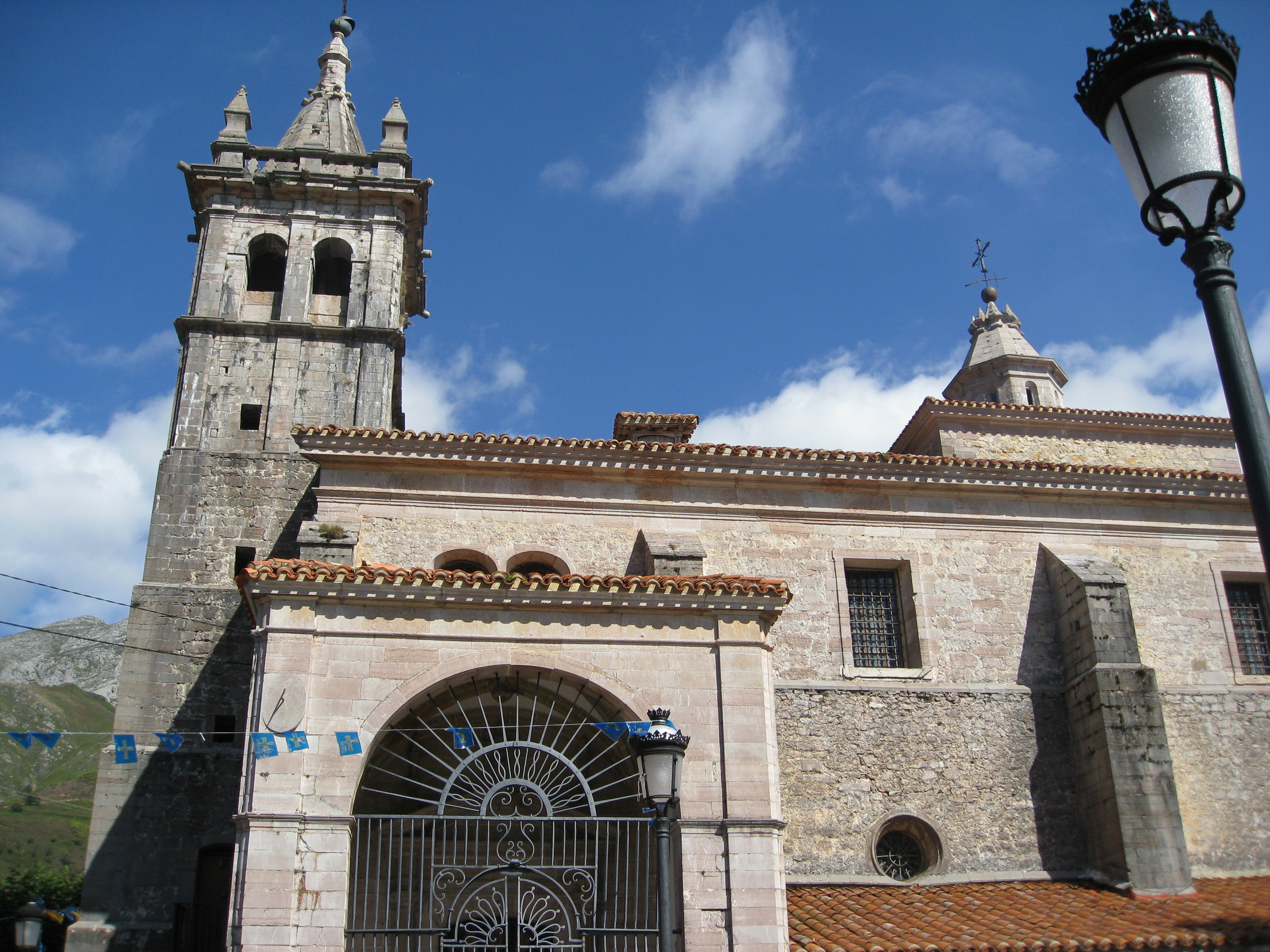
L'église Saint-Pierre d'Alles.